# WX350K
WX350Kとは、ウィルコム向けに供給されている京セラ製の音声用PHS（W-OAM）端末である。ペットネームはHONEY BEE 4（ハニー・ビー 4）。
WX333K（HONEY BEE 3）の後継機種にあたり、英語でミツバチを意味するHONEY BEE（ハニー・ビー）のペットネームを受け継いでいる。

## 概要
ポップなカラーバリエーションを持つ小型軽量なストレートタイプの端末。
寸法（突起部除く）はWX331K（HONEY BEE）、WX331KC（HONEY BEE 2）、WX333K（HONEY BEE 3）から長さ・厚みが微増したが、幅と重量は変わっていない。
端末のイメージキャラクターであるミツバチに因んだメールテンプレート・メインメニュー画像・待ち受け画像・ゲームもプリセットされている。
WX334K（HONEY BEE BOX）を含む歴代のHONEY BEEシリーズからはプラットフォームが一新され、変更点は多い。
シリーズでは初めて、動画撮影、Flash（Flash Lite3.1）、ウィルコムガジェット、MP3ファイルの再生・着信音設定、すぐ文字、エモーションメッセージに対応し、パソコンからUSBストレージとしてアクセス可能な『PCフォルダー』（18MB）が新設された。WebブラウザーはOpera（7.2EX）からNetFront（3.4)に変更され、充電はmicroUSB端子からのみとなった（卓上充電台には対応しない）。
メールフォルダーは100MB、データフォルダーは70MBに拡大し、ウィルコムの音声端末（スマートフォン除く）では最大となっている(ただしメモリーカードスロットは無い)。
WX333K・WX334K（HONEY BEE BOX）と同様、31万画素のカメラを正面と背面の計2基内蔵し、正面側カメラは超広角レンズと組み合わされている。前述のとおり、動画撮影にも対応した。
デザインは果物の輪切りをイメージしたものとなっている。
本体色『ラズベリーピンク』『ピーチピンク』『オレンジ』では側面・背面の色が濃くなっており、『シトラス』では正面と側面・背面の色が異なる(水色と黄緑色)。
キーは透明な樹脂を用いており、テンキー部は階段状とすることで押しやすくしている。
ミツバチのキャラクターに関しても、機能とデザインの一新にあわせ、3Dタイプに変更されている。
ACアダプタは、WX330KやWX334Kと同じく、microUSBコネクタを採用したものだが、さらに出力がアップされたAD01KCに変更されている。これに伴い、2010年12月以降の出荷ロットからWX334K、WX340K、WX341K Pに同梱されるACアダプタも当機と同じものに差し替えられる。
また、本端末より、しばらくの間卓上ホルダの設定がなされていない（2013年11月現在、WX01KからWX11Kに至るまで、全く設定自体がなかったが、2013年11月14日発売のWX12Kでようやく卓上ホルダの設定がなされた）状態となった。このため、microUSB端子に直接ACアダプタを差し込む形でのみ充電可能。

## 詳細仕様
- アドレス帳：1000件
- メール：Eメール（POP3/SMTP）、ライトメール、デコラティブメール
- ブラウザ：NetFront3.4
- その他機能：自動時刻補正機能、通話中音声着信表示
- 標準セット：本体、バッテリー、ACアダプター、取扱説明書（保証書）

## 沿革
- 2010年12月1日 発表。
- 2010年12月3日 ラズベリーピンク・ピーチピンク・オレンジ・シトラス・ホワイト・ブラック発売。
- 2011年12月1日 オンラインショップ限定で、SoftBank 003Zとの抱き合わせ契約による販売を発表。
- 2011年12月3日 オンラインショップ限定で、SoftBank 003Zとの抱き合わせ契約による販売を開始(003Zチタンブラック・WX350Kブラックの組み合わせと003Zホワイト・WX350Kホワイトの組み合わせの2通りから選択する形となる)。
- 2012年8月23日 WX06Kとの抱き合わせ契約による販売を開始(3パターンのセットからカラーリングを選択できる)。